# Valacirca

Fotografía del «Gran Carro», el asterismo real al que representa Valacirca en las historias del legendarium tokieniano.

Valacirca (en quenya ‘la hoz de los valar’) es el nombre que el escritor británico J. R. R. Tolkien asignó a la constelación equivalente a la Osa Mayor, más concretamente a las siete estrellas (Dubhe, Merak, Phecda, Megrez, Alioth, Mizar y Benetnasch) que forman su asterismo llamado «Gran Carro», en su cosmogonía ficticia, empleada para ambientar las historias del legendarium.

## Nombres y apelativos
En distintas historias, compuestas a lo largo del tiempo, Tolkien da a la constelación equivalente a la Osa Mayor los nombres o apelativos de:
- Valacirca: en quenya ‘la hoz de los valar’;[2]
- Balcercor: equivalente a Valacirca en gnómico;[1]
- la Hoz de los Valar (Sickle of the Valar en el original inglés):[2] traducción directa al oestron, figurado por Tolkien mediante el inglés moderno, del nombre en quenya;
- la Hoz de Plata: en referencia a cierta leyenda de su forja por Aulë;[3]
- las Siete Estrellas[2] (Seven Stars en el original)[4] o las Siete Mariposas;[3][1]
- Ostelen (en quenya), o su equivalente Edegil (en sindarin): equivalentes a los anteriores, ‘las siete grandes estrellas’;[1]
- Timbridhil: un título de la misma Varda que la creó;[5]
- la Corona de Durin (Durin's Crown en el original): para los enanos;[2]
- la Osa de Plata[6] o el Carro de Plata;[7]
- la Pipa Ardiente (Burning Briar en el original): en «La balada de Leithian»;[5][1] o
- simplemente la Carreta o el Carro (Wain en el original): para los hobbits y los hombres del Norte;[8]
- o la Hoz (Sickle en el original): también para los hobbits.[2][1]

## Referencias en la obra de Tolkien

Las armas de Durin, tal y como las describe Tolkien grabadas en la piedra de la puerta oeste de Moria, con las siete estrellas de la Corona de Durin en su parte superior.